# Szlezwicki koń zimnokrwisty

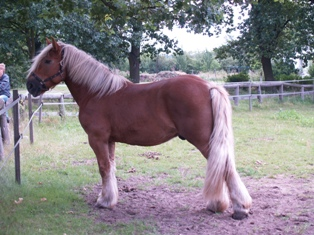
Szlezwicki koń zimnokrwisty

Szlezwicki koń zimnokrwisty - rzadko spotykana niemiecka rasa konia domowego hodowana od 1891 r. 
Charakteryzuje się on wysokością w kłębie rzędu ok. 150-160 cm, wagą wynoszącą ok. 800 kg, kasztanowatym umaszczeniem z jasną grzywą, ogonem i włosiem ochronnym. Posiada dużą głowę, głęboką klatkę piersiową oraz krótkie nogi.
Wraz z rozwojem motoryzacji, od lat 60. XX wieku zaczęła spadać ranga szlezwickich koni zimnokrwistych. Zwierzę wykorzystywane jest jako koń pociągowy w dwukonnych zaprzęgach.